# Gare de Viviers-sur-Chiers
Gare de Viviers-sur-Chiers vasútállomás Franciaországban, Viviers-sur-Chiers településen.

## Vasútvonalak
Az állomást az alábbi vasútvonalak érintik:
- Longuyon–Mont-Saint-Martin-vasútvonal

## Kapcsolódó állomások
A vasútállomáshoz az alábbi állomások vannak a legközelebb: